# Aconcagua (Achterbahn)
Aconcagua im Parque de la Ciudad (Buenos Aires, Argentinien) war eine Stahlachterbahn des Herstellers Schwarzkopf, die im Februar 1983 eröffnet wurde. 2003 wurde die Bahn geschlossen, befand sich allerdings noch bis Januar 2015 im Park.
Bis 2004 war Aconcagua mit 36 m die höchste Stahlachterbahn Lateinamerikas. Zu den technischen Daten gibt es je nach Quelle (Roller Coaster DataBase bzw. schwarzkopf-coaster.net) abweichende Angaben. Das Streckenlayout war eine Kopie von Nessie im Hansa-Park, verfügte allerdings nicht über einen Looping.

## Züge
Aconcagua besaß drei Züge mit jeweils sieben Wagen. In jedem Wagen konnten vier Personen (zwei Reihen à zwei Personen) Platz nehmen.